# Gibuti ai Giochi della XXXI Olimpiade
Gibuti ha partecipato ai Giochi della XXXI Olimpiade, che si sono svolti a Rio de Janeiro, Brasile, dal 5 al 21 agosto 2016, con una delegazione di 7 atleti impegnati in 3 diverse discipline.
Portabandiera alla cerimonia di apertura è stato il mezzofondista Abdi Waiss Mouhyadin, alla sua prima Olimpiade.
Si è trattato dell'ottava partecipazione di questo paese ai Giochi olimpici. Non sono state conquistate medaglie.

## Risultati

### Atletica leggera
| Q | Qualificato al turno successivo per la posizione in qualificazione                                                           |
| q | Qualificato per il turno successivo per ripescaggio o, negli eventi su campo, conquistando la misura minima per qualificarsi |

Maschile
Eventi su pista e strada
| Atleta                 | Evento       | Batteria  | Batteria  | Semifinale  | Semifinale  | Finale      | Finale      |
| Atleta                 | Evento       | Risultato | Posizione | Risultato   | Posizione   | Risultato   | Posizione   |
| ---------------------- | ------------ | --------- | --------- | ----------- | ----------- | ----------- | ----------- |
| Ayanleh Souleiman      | 800 m piani  | 1:45.48   | 1 Q       | 1:45.19     | 4           | non qualif. | non qualif. |
| Abdi Waiss Mouhyadin   | 1500 m piani | DNF       | DNF       | non qualif. | non qualif. | non qualif. | non qualif. |
| Ayanleh Souleiman      | 1500 m piani | 3:39.25   | 3 Q       | 3:39.46     | 2 Q         | 3:50.29     | 4           |
| Mohamed Ismail Ibrahim | 3000 m siepi | 8:53.10   | 12        | N.D.        | N.D.        | non qualif. | non qualif. |
| Mumin Gala             | Maratona     | N.D.      | N.D.      | N.D.        | N.D.        | 2:13:04     | 12          |

Femminile
Eventi su pista e strada
| Atleta               | Evento       | Batteria  | Batteria  | Semifinale  | Semifinale  | Finale      | Finale      |
| Atleta               | Evento       | Risultato | Posizione | Risultato   | Posizione   | Risultato   | Posizione   |
| -------------------- | ------------ | --------- | --------- | ----------- | ----------- | ----------- | ----------- |
| Kadra Mohamed Dembil | 1500 m piani | 4:42.67   | 12        | non qualif. | non qualif. | non qualif. | non qualif. |

### Judo
Maschile
| Atleta         | Evento | Preliminari          | 16-esimi                | Ottavi               | Quarti               | Semifinali           | Ripescaggio          | Med. bronzo          | Finale               | Posizione       |                 |
| Atleta         | Evento | Avversario Risultato | Avversario Risultato    | Avversario Risultato | Avversario Risultato | Avversario Risultato | Avversario Risultato | Avversario Risultato | Avversario Risultato | Posizione       |                 |
| -------------- | ------ | -------------------- | ----------------------- | -------------------- | -------------------- | -------------------- | -------------------- | -------------------- | -------------------- | --------------- | --------------- |
| Anass Houssein | −66 kg | Bye                  | Duanbin (CHN) P (0-110) | non qualificato      | non qualificato      | non qualificato      | non qualificato      | non qualificato      | non qualificato      | non qualificato | non qualificato |

### Nuoto
Maschile
| Atleta       | Gara             | Batteria | Batteria  | Semifinale      | Semifinale      | Finale          | Finale          |
| Atleta       | Gara             | Tempo    | Posizione | Tempo           | Posizione       | Tempo           | Posizione       |
| ------------ | ---------------- | -------- | --------- | --------------- | --------------- | --------------- | --------------- |
| Bourhan Abro | 50m stile libero | 27.13    | 73        | Non qualificato | Non qualificato | Non qualificato | Non qualificato |